# Loke pri Zagorju
Loke pri Zagorju – wieś w Słowenii, w gminie Zagorje ob Savi. W 2018 roku liczyła 199 mieszkańców.